# 因纽特喉音唱法
因纽特喉音唱法（katajjaq ）是一种由加拿大因纽特女性发展出来的独特喉音唱法。传统上，这种唱法由两名女性面对面站立，一边相互扶持，一边以短促有节奏的呼吸声互相“对唱”，常作为娱乐和游戏的一部分。虽起初为民间习俗，现已逐渐融入当代音乐演出，并与流行、民谣、摇滚等曲风融合。

## 名称
喉音唱法在因纽特族不同地区有多种称呼：
Iirngaaq：常见于努纳武特部分地区；
Piqqusiraarniq、Pirkusirtuk：主要使用于伊格卢利克及巴芬岛；
Qiarvaaqtuq：在阿维亚特地区；
Katajjaq、Katadjak：努納維克及巴芬南部；
Nipaquhiit：努纳武特部分地区。

## 历史
这种喉音唱法起源于因纽特女性之间在男性外出狩猎期间的娱乐活动。在因纽特文化中，更多的是被视作一种以呼吸控制为基础的“游戏”，而非正式的音乐形式。其声响营造出一种有节奏、和谐的喘息感。可以模仿风声、水声或动物声，以及日常生活中的各类声音。
这种习俗体现了努纳维克女性悠久的口头传统。尽管现代已不再作为呼唤猎人归来或影响自然界的手段，但其仍保留了原有的娱乐与凝聚群体的功能。如今，它常出现在节庆、文化活动及政治仪式中，并被视为因纽特族群身份与文化传承的重要象征。
2014年，因纽特喉音唱法被魁北克省列为首个非物质文化遗产。

## 表演形式
传统表演由两位女性面对面站立，互相挽着手臂，还可能配以左右摇晃等舞动，一人先重复发出一段短促的节奏，每次重复之间都会留出短暂的间隔，另一人则在间隔中“应答”，构成对唱。这些声响包含吸气音、呼气音，可能是真实的单词，也可能是无意义的音节。比赛通常持续 1 到 3 分钟，谁先因跟不上节奏或笑出声即为输者。有时表演者嘴唇接近，使对方口腔成为共鸣器，现今则较少使用此方式。

The old woman who teaches the children [throat singing songs] corrects sloppy intonation of contours, poorly meshed phase displacements, and vague rhythms exactly like a Western vocal coach.

## 代表人物
- Tanya Tagaq（英语：Tanya Tagaq）：著名当代表演者，将传统喉音与实验音乐融合，2014年凭借Animism（英语：Animism (Tanya Tagaq album)）专辑北极星音乐奖。[14]
- The Jerry Cans乐队：将成员Nancy Mike的喉音唱法融入民谣摇滚。
- 还有其他表演者包括：Qaunak Mikkigak（英语：Qaunak Mikkigak）、Kathleen Ivaluarjuk Merritt（英语：Kathleen Ivaluarjuk Merritt）、Tudjaat（英语：Tudjaat）、Quantum Tangle（英语：Quantum Tangle）、Silla + Rise（英语：Silla + Rise）以及Lucy Amarualik 等。

## 当代传播与文化影响
- 2005年，Tafelmusik巴洛克管弦乐团与喉音歌者Aqsarniit合作，录制了《The Four Seasons Mosaic》CD和DVD纪录片。[15]
- 英国纪录片《Billy Connolly: Journey to the Edge of the World（英语：Billy Connolly: Journey to the Edge of the World）》讲述了比利·康诺利在加拿大北极地区的故事。在第二集中，他拜访了两位女士，她们演示了喉音唱法的精妙之处。[16]
- 2012年，加拿大电视剧《Arctic Air（英语：Arctic Air）》的主题曲由Tanya Tagaq演唱，融合了传统因纽特人喉音唱法和现代舞蹈节奏的元素。[17]
- 2015年，加拿大总理特鲁多就职典礼中，两名因纽特女孩以喉音唱法演出。[11]
- 2019年1月，Eva Kaukai 与 Manon Chamberland 于圣丹斯电影节首映短片《Katatjatuuk Kangirsumi》。[18]
- 2020年起，Shina Novalinga（英语：Shina Novalinga）与母亲Caroline Novalinga 通过TikTok分享喉音唱法走红，于2021年推出专辑。[19]
- 2023年，Iva and Angu（英语：Iva and Angu）凭专辑《Katajjausiit》获提名朱诺奖“年度传统原住民艺人奖”。